# Pablo Carreño Busta
Pablo Carreño Busta (Gijón, 12 de juliol de 1991) és un tennista professional espanyol.
En el seu palmarès té set títols individuals i quatre en dobles masculins del circuit ATP, que li van permetre abastar els llocs 10è i 16è dels rànquings respectius.
Ha format part de l'equip espanyol de tennis de Copa Davis en diverses ocasions i va participar en el títol aconseguit en l'edició de 2019. També va guanyar una medalla de bronze olímpica en la categoria individual dels Jocs Olímpics de Tòquio 2020.

## Biografia
Fill d'Alfonso Carreño Morrondo i María Antonia Busta Vallina, arquitecte i doctora respectivament, té dues germanes anomenades Lucía i Alicia.
Es va casar amb l'assessora fiscal Claudia Díaz Borrego el desembre de 2021 a la seva ciutat natal de Gijón.
Va començar a jugar a tennis amb sis anys, i amb quinze es va traslladar a Barcelona per entrenar-se al Reial Club de Tennis Barcelona. Posteriorment es va establir a Alacant per entrenar en l'acadèmia JC Ferrero Equelite Sport Academy de l'extennista Juan Carlos Ferrero.

## Jocs Olímpics

### Individual
| Any  | Campionat                   | Superfície | Oponent       | Marcador         |
| ---- | --------------------------- | ---------- | ------------- | ---------------- |
| 2020 | Jocs Olímpics, Tòquio, Japó | Dura       | Novak Đoković | 6−4, 6−7(6), 6−3 |

## Palmarès

### Individual: 12 (7−5)
| Llegenda                          |
| --------------------------------- |
| Grand Slams (0−0)                 |
| Jocs Olímpics Bronze (1)          |
| ATP Finals (0−0)                  |
| ATP World Tour Masters 1000 (1−0) |
| ATP World Tour 500 (1−2)          |
| ATP World Tour 250 (5−3)          |

| Títols per superfície |
| --------------------- |
| Dura (4−1)            |
| Gespa (0−0)           |
| Terra batuda (3−4)    |

| Resultat  | Núm. | Data                   | Torneig                     | Superfície   | Oponent               | Marcador            |
| --------- | ---- | ---------------------- | --------------------------- | ------------ | --------------------- | ------------------- |
| Finalista | 1.   | 28 de febrer de 2016   | São Paulo, Brasil           | Terra batuda | Pablo Cuevas          | 6−7(4), 3−6         |
| Finalista | 2.   | 1 de maig de 2016      | Estoril, Portugal           | Terra batuda | Nicolás Almagro       | 7−6(6), 6−7(5), 3−6 |
| Guanyador | 1.   | 27 d'agost de 2016     | Winston-Salem, Estats Units | Dura         | Roberto Bautista Agut | 6−7(6), 7−6(1), 6−4 |
| Guanyador | 2.   | 23 d'octubre de 2016   | Moscou, Rússia              | Dura (i)     | Fabio Fognini         | 4−6, 6−3, 6−2       |
| Finalista | 3.   | 26 de febrer de 2017   | Rio de Janeiro, Brasil      | Terra batuda | Dominic Thiem         | 5−7, 4−6            |
| Guanyador | 3.   | 7 de maig de 2017      | Estoril                     | Terra batuda | Gilles Müller         | 6−2, 7−6(5)         |
| Guanyador | 4.   | 29 de setembre de 2019 | Chengdu, Xina               | Dura         | Alexander Bublik      | 6−7(5), 6−4, 7−6(3) |
| Guanyador | 5.   | 11 d'abril de 2021     | Marbella, Espanya           | Terra batuda | Jaume Munar           | 6−1, 2−6, 6−4       |
| Guanyador | 6.   | 18 de juliol de 2021   | Hamburg, Alemanya           | Terra batuda | Filip Krajinović      | 6−2, 6−4            |
| Guanyador | −    | 1 d'agost de 2021      | Jocs Olímpics, Tòquio, Japó | Dura         | Novak Đoković         | 6−4, 6−7(6), 6−3    |
| Finalista | 4.   | 26 de setembre de 2021 | Metz, França                | Dura (i)     | Hubert Hurkacz        | 6−7(2), 3−6         |
| Finalista | 5.   | 24 d'abril de 2022     | Barcelona, Espanya          | Terra batuda | Carlos Alcaraz        | 3−6, 2−6            |
| Guanyador | 7.   | 14 d'agost de 2022     | Mont-real, Canadà           | Dura         | Hubert Hurkacz        | 3−6, 6−3, 6−3       |

### Dobles masculins: 9 (4−5)
| Llegenda                          |
| --------------------------------- |
| Grand Slams (0−1)                 |
| ATP Finals (0−0)                  |
| ATP World Tour Masters 1000 (1−1) |
| ATP World Tour 500 (2−1)          |
| ATP World Tour 250 (1−2)          |

| Títols per superfície |
| --------------------- |
| Dura (3−2)            |
| Gespa (0−0)           |
| Terra batuda (1−3)    |

| Resultat  | Núm. | Data                   | Torneig                  | Superfície   | Oponent                | Marcador                          |                     |
| --------- | ---- | ---------------------- | ------------------------ | ------------ | ---------------------- | --------------------------------- | ------------------- |
| Finalista | 1.   | 7 de febrer de 2016    | Quito, Equador           | Terra batuda | Guillermo Durán        | Thomaz Bellucci Marcelo Demoliner | 7−5, 6−4            |
| Finalista | 1.   | 21 de febrer de 2016   | Rio de Janeiro, Brasil   | Terra batuda | David Marrero          | Juan Sebastián Cabal Robert Farah | 6−7(5), 1−6         |
| Finalista | 2.   | 28 de febrer de 2016   | São Paulo, Brasil        | Terra batuda | David Marrero          | Julio Peralta Horacio Zeballos    | 6−4, 1−6, [5−10]    |
| Finalista | 3.   | 11 de setembre de 2016 | US Open, Estats Units    | Dura         | Guillermo García López | Jamie Murray Bruno Soares         | 2−6, 3−6            |
| Finalista | 4.   | 2 d'octubre de 2016    | Chengdu, Xina            | Dura         | Mariusz Fyrstenberg    | Raven Klaasen Rajeev Ram          | 6−7(2), 5−7         |
| Guanyador | 2.   | 9 d'octubre de 2016    | Pequín, Xina             | Dura         | Rafael Nadal           | Jack Sock Bernard Tomic           | 6−7(6), 6−2, [10−8] |
| Guanyador | 3.   | 26 de febrer de 2017   | Rio de Janeiro           | Dura         | Pablo Cuevas           | Juan Sebastián Cabal Robert Farah | 6−4, 5−7, [10−8]    |
| Finalista | 5.   | 20 de maig de 2018     | Roma, Itàlia             | Terra batuda | João Sousa             | Juan Sebastián Cabal Robert Farah | 6−3, 4−6, [4−10]    |
| Guanyador | 4.   | 29 d'agost de 2020     | Cincinnati, Estats Units | Dura         | Alex de Minaur         | Jamie Murray Neal Skupski         | 6−2, 7−5            |

### Equips: 3 (1−2)
| Resultat  | Núm. | Data                      | Torneig                     | Superfície | Equip                                                                     | Oponents                                                                 | Marcador |
| --------- | ---- | ------------------------- | --------------------------- | ---------- | ------------------------------------------------------------------------- | ------------------------------------------------------------------------ | -------- |
| Guanyador | 1.   | 20−24 de desembre de 2019 | Copa Davis, Madrid, Espanya | Dura (i)   | R. Bautista Agut Marcel Granollers Feliciano López Rafael Nadal           | F. Auger-Aliassime Vasek Pospisil Brayden Schnur Denis Shapovalov        | 2−0      |
| Finalista | 1.   | 12 de gener de 2020       | ATP Cup, Sydney, Austràlia  | Dura       | R. Bautista Agut Albert Ramos Viñolas Feliciano López Rafael Nadal        | Nikola Čačić Novak Đoković Dušan Lajović Nikola Milojević Viktor Troicki | 1−2      |
| Finalista | 2.   | 9 de gener de 2022        | ATP Cup, Sydney (2)         | Dura       | R. Bautista Agut A. Davidovich Fokina Pedro Martínez Albert Ramos Viñolas | F. Auger-Aliassime Steven Diez Denis Shapovalov Brayden Schnur           | 0−2      |

## Trajectòria

### Individual
| Open d'Austràlia | A   | A   | A           | 1R          | 1R          | 1R    | 3R          | 4R          | 4R          | 3R          | 3R    | 4R | 2R | 0 / 10    | 16 − 10   |
| Roland Garros | A   | A   | 1R          | 1R          | 2R          | 2R    | QF          | 3R          | 3R          | QF          | 4R    | 1R |    | 0 / 10    | 17 − 10   |
| Wimbledon | A   | A   | A           | 1R          | 1R          | 1R    | A           | 1R          | 1R          | NC          | 1R    | 1R |    | 0 / 7     | 0 − 7     |
| US Open | A   | A   | A           | 3R          | 2R          | 3R    | SF          | 2R          | 3R          | SF          | 1R    | 4R |    | 0 / 9     | 21 − 9    |
| Jocs Olímpics | NC  | A   | No celebrat | No celebrat | No celebrat | A     | No celebrat | No celebrat | No celebrat | No celebrat | 3r    | NC | NC | 0 / 1     | 5 − 1     |
| Total Victòries–Derrotes | 0−1 | 0−0 | 7−7         | 13−25       | 14−25       | 41−26 | 36−26       | 31−22       | 30−22       | 20−12       | 38−18 |    |    | 267 − 208 | 267 − 208 |
| Rànquing a final d'any | 136 | 654 | 64          | 51          | 67          | 30    | 10          | 23          | 27          | 16          | 20    |    |    |           |           |
| Llegenda: G: Guanyador; F: Finalista; SF: Semifinalista; QF: Quarts de final; Q: Qualificació; A: Absent; RR: Round Robin; NC: No celebrat; |     |     |             |             |             |       |             |             |             |             |       |    |    |           |           |

### Dobles masculins
| Open d'Austràlia | A           | 3R          | 2R          | 3R    | SF          | 3R          | 3R          | 1R          | 1R  | A   | 0 / 8   | 13 − 8  |
| Roland Garros | A           | A           | 2R          | 2R    | 1R          | A           | 1R          | A           | A   | A   | 0 / 4   | 2 − 3   |
| Wimbledon | A           | A           | 1R          | 1R    | A           | 1R          | 2R          | NC          | A   | A   | 0 / 4   | 1 − 4   |
| US Open | A           | 1R          | 1R          | F     | 1R          | A           | 2R          | A           | A   | A   | 0 / 5   | 6 − 5   |
| Jocs Olímpics | No celebrat | No celebrat | No celebrat | A     | No celebrat | No celebrat | No celebrat | No celebrat | 1R  | NC  | 0 / 1   | 0 − 1   |
| Total Victòries–Derrotes | 0−2         | 6−13        | 11−18       | 30−16 | 14−11       | 11−8        | 10−8        | 10−4        | 3−4 | 4−6 | 99 − 91 | 99 − 91 |
| Rànquing a final d'any | 932         | 139         | 104         | 25    | 44          | 79          | 114         | 54          | 198 | 323 |         |         |
| Llegenda: G: Guanyador; F: Finalista; SF: Semifinalista; QF: Quarts de final; Q: Qualificació; A: Absent; RR: Round Robin; NC: No celebrat; |             |             |             |       |             |             |             |             |     |     |         |         |

## Guardons
- ATP Most Improved Player (2013)[3]